# Sallgast
Sallgast (baix sòrab Załgózdz, alt sòrab Zužařkje) és un municipi alemany que pertany a l'estat de Brandenburg. Forma part de l'Amt Kleine Elster (Lusàcia). Comprèn els nuclis de Dollenchen, Göllnitz, Sallgast, Klingmühl, Zürchel, Luisesiedlung, Weinberg, Henriette i Poley.

## Límits
| Estatut  | Nom                     | Posició | Districte |
| -------- | ----------------------- | ------- | --------- |
| Municipi | Bronkow                 | N       | OSL       |
| Ciutat   | Großräschen             | O       | OSL       |
| Municipi | Schipkau                | SO      | OSL       |
| Ciutat   | Lauchhammer             | S       | OSL       |
| Municipi | Lichterfeld-Schacksdorf | W       | EE        |
| Municipi | Massen-Niederlausitz    | NW      | EE        |